# Martin Procházka
Martin Procházka (* 3. März 1972 in Slaný, Tschechoslowakei) ist ein ehemaliger tschechischer Eishockeyspieler, der seit 2016 als Trainer des HC Risuty tätig ist. Zuvor spielte er über viele Jahre in der tschechischen Extraliga für den HC Kladno. Während seiner Karriere hat er zudem 32 Spiele für die Toronto Maple Leafs und Atlanta Thrashers in der National Hockey League absolviert.

## Karriere

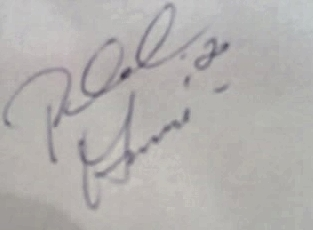
Signatur von Martin Procházka

Martin Procházka begann seine Karriere beim HC Poldi Kladno, bei dem er in der Saison 1989/90 sein Debüt in der 1. Liga der Tschechoslowakei gab. Beim NHL Entry Draft 1991 wurde Procházka von den Toronto Maple Leafs in der siebten Runde an 135. Stelle ausgewählt. Allerdings wechselte er nicht nach Nordamerika, sondern spielte bis 1996 für seinen Heimatklub. Von Jahr zu Jahr konnte er sein Spiel verbessern und wurde in der Spielzeit 1994/95 als Spieler des Jahres der tschechischen Extraliga ausgezeichnet.
Im Sommer 1996 wechselte er zusammen mit seinen Sturmpartnern bei Kladno und in der tschechischen Nationalmannschaft, Pavel Patera and Otakar Vejvoda, nach Schweden in die Elitserien zum AIK Stockholm. Procházka wechselte ein Jahr später zu den Toronto Maple Leafs, während Vejvoda seine Karriere zu Beginn der Saison 1997/98 aufgrund einer Verletzung beenden musste und Patera in Schweden verblieb. Nach einer Spielzeit mit den Leafs kehrte er nach Tschechien zum HC Vsetín zurück und gewann mit Vsetín die tschechische Meisterschaft.
Die Leafs hatten inzwischen seine NHL-Rechte an die Atlanta Thrashers abgegeben, Martin Procházka absolvierte aber nur drei Spiele in der Saison 1999/2000 für die Thrashers und kehrte nach Vsetín zurück. Da seine Versuche, in Nordamerika Fuß zu fassen, erfolglos verliefen, entschied er sich zu einem Wechsel innerhalb der tschechischen Extraliga und unterschrieb beim HC Vítkovice.
Der russische Erstligist HK Awangard Omsk machte im Sommer 2001 Ivan Hlinka zum Cheftrainer, der Mitte der Saison 2001/02 mehrere tschechische Topspieler verpflichten ließ. So wechselten Tomáš Vlasák vom HC Ambrì-Piotta, Procházka und Patera zu Avangard. Procházka spielte insgesamt zwei Jahre für Omsk, saß aber in der Saison 2002/03 nach der Verpflichtung von Jiří Šlégr nur als überzähliger Ausländer auf der Tribüne. Daher wechselte er im Sommer 2003 zu Chimik Woskressensk, während Patera in Omsk verblieb und dort die russische Meisterschaft gewann.
Nach nur drei Spielen für Chimik, in denen er keinen Scorerpunkt erzielen konnte, kehrte er zu seinem Heimatklub Kladno zurück, für den er seitdem ununterbrochen spielt. Dabei spielte er in der Saison 2006/07 besonders erfolgreich und wurde aufgrund seiner Leistungen durch das Eishockeyportal eurohockey.net zum Spieler des Monats Januar gekürt.
Im Jahre 1998 wurde Martin Procházka mit der Ehrenbürgerschaft der Stadt Kladno ausgezeichnet. 2010 pausierte er für ein Jahr aufgrund gesundheitlicher Probleme, ehe er in der Saison 2011/12 für den deutschen Oberligisten EV Regensburg auflief. 2012 beendete Procházka seine Spielerkarriere.
Seit der Saison 2016/17 ist er Trainer des tschechischen Drittligisten HC Risuty.

### International
Martin Procházka hat im Laufe seiner Karriere an allen großen internationalen Titelkämpfen teilgenommen. Mit der tschechischen Nationalmannschaft gewann er vier Gold- und zwei Bronzemedaillen bei Weltmeisterschaften, außerdem zwei Bronzemedaillen bei U20-Weltmeisterschaften mit der tschechoslowakischen U20-Auswahl. Der größte Erfolg seiner Karriere war der Gewinn der Goldmedaille bei den Olympischen Winterspielen 1998 in Nagano.
Im Trikot der Nationalmannschaft absolvierte er 222 Spiele, in denen er 60 Tore erzielte. Sein wichtigstes Tor war das spielentscheidende Tor im Finale der Weltmeisterschaft gegen Kanada bei der Weltmeisterschaft 1996 in Wien, als er 19 Sekunden vor Spielende den Puck zum 3:2 hinter Torhüter Curtis Joseph versenkte.

## Erfolge und Auszeichnungen
| - Bronzemedaille bei der U20-Weltmeisterschaft 1990 und 1991 - Gewinn der Weltmeisterschaft 1996, 1999, 2000, 2001 - Bronzemedaille bei den Weltmeisterschaften 1997 und 1998 - 1998: Olympiasieger im Eishockey - 1999: Gewinn der tschechischen Meisterschaft | - Wertvollster Spieler der regulären Saison 1994/95 - Topscorer und Toptorjäger bei der Weltmeisterschaft 1997 - All-Star-Team bei der Eishockey-Weltmeisterschaft 1997 - Wertvollster Spieler bei der Weltmeisterschaft 2000 - Fair-Play-Trophäe der Extraliga 2004/05 |

## Karrierestatistik
(Legende zur Spielerstatistik: Sp oder GP = absolvierte Spiele; T oder G = erzielte Tore; V oder A = erzielte Assists; Pkt oder Pts = erzielte Scorerpunkte; SM oder PIM = erhaltene Strafminuten; +/− = Plus/Minus-Bilanz; PP = erzielte Überzahltore; SH = erzielte Unterzahltore; GW = erzielte Siegtore; 1 Play-downs/Relegation; Kursiv: Statistik nicht vollständig)

### International
Martin Procházka absolvierte in seiner Karriere insgesamt 190 Länderspiele, in denen er 60 Tore erzielte. Dabei vertrat er die Tschechoslowakei bei der:
- U20-Junioren-Weltmeisterschaft 1990
- U18-Junioren-Europameisterschaft 1990
- U20-Junioren-Weltmeisterschaft 1991
- U20-Junioren-Weltmeisterschaft 1992

Zudem spielte er für Tschechien bei der:
| - Weltmeisterschaft 1995 - Weltmeisterschaft 1996 - World Cup of Hockey 1996 - Weltmeisterschaft 1997 - Olympischen Winterspielen 1998 - Weltmeisterschaft 1997 | - Weltmeisterschaft 1998 - Weltmeisterschaft 1999 - Weltmeisterschaft 2000 - Weltmeisterschaft 2001 - Weltmeisterschaft 2002 |

(Legende zur Spielerstatistik: Sp oder GP = absolvierte Spiele; T oder G = erzielte Tore; V oder A = erzielte Assists; Pkt oder Pts = erzielte Scorerpunkte; SM oder PIM = erhaltene Strafminuten; +/− = Plus/Minus-Bilanz; PP = erzielte Überzahltore; SH = erzielte Unterzahltore; GW = erzielte Siegtore; 1 Play-downs/Relegation; Kursiv: Statistik nicht vollständig)